# Neea stenophylla
Neea stenophylla är en underblomsväxtart som beskrevs av Paul Carpenter Standley. Neea stenophylla ingår i släktet Neea och familjen underblomsväxter. Inga underarter finns listade i Catalogue of Life.